# Xiao (Sui Yang)
Xiao, född 566, död 648, var en kinesisk kejsarinna, gift med kejsar Sui Yang.

## Biografi
Xiao var dotter till kejsar Xiao Kui av Västra Liang, och valdes 582 ut till att gifta sig med Sui Yang. Hon beskrivs som intelligent men passiv, med enkla vanor och intresse för spådomskonst. Hon fick två söner med Sui Yang och hade en god relation med honom; för att behaga sina föräldrar, som ogillade systemet med konkubiner, påstod han sig leva i monogami med henne, och även om detta inte var tekniskt sant, hade han inga officiella konkubiner, eller dolde dem om de fanns. Han blev tronföljare år 600.
Efter makens tronbestigning 605 fick hon titeln kejsarinna. Makens karaktär förändrades dock när han fick makten och han tog sig hundratals konkubiner och levde ett utsvävande lyxliv. Xiao kritiserade honom inte öppet, men försökte göra det på underförstådda sätt, som dock inte nådde fram. Hon försökte även gripa in i politiken på indirekta sätt då kejsarens regering alltmer underminerades, men misslyckades. När slutligen uppror bröt ut 618 avrättade kejsaren de budbärare som försökte framföra dåliga nyheter, och Xiao drog slutsatsen att dynastin var hopplöst förlorad och förbjöd ytterligare budbärare att riskera sina liv genom att försöka varna honom. Kejsaren och deras två söner avrättades kort därpå.
Xiao och hennes hovdamer utgjorde värdefulla gisslan för flera av deltagarna i de följande tronstriderna. 630 blev hon slutligen omhändertagen av Taizong, som behandlade henne väl och lät henne bo i sin huvudstad med all standard associerad med hennes rang.